# Trzydziesty października
Trzydziesty października – trzeci album polskiego zespołu Verba, wydany 30 października 2006 roku. Płytę promuje singel „Życie”.
Nagrania dotarły do 14. miejsca listy OLiS.

## Recenzja
Trzeci album pilskiego duetu Verba kontynuuje charakterystyczny, rap styl zespołu. Bartłomiej Kielar i Ignacy Ereński przygotowali dla swoich fanów „dużą dawkę ciepła na szare, jesienne dni”. Na płycie znajdują się zarówno utwory romantyczne jak i pozytywnie pobudzające do życia. Nie brzmi ona monofonicznie, tzn. posiada głębię i bardzo dobrą, przestrzenną jakość dźwięku. Ścieżki melodyjne również są dobrze opracowane. Słowa piosenek są bardzo ładne, przypominają wiersze. Według muzyków album przypomina prawdziwy obraz życia i miłości.

## Lista utworów
1. „Wejście” - 2:15
2. „Bez Ciebie świat” - 5:00
3. „Cały świat należy do nas” - 3:39
4. „Możesz pójść” - 3:36
5. „Jesteś wspomnieniem” - 3:29
6. „Widziałem Twoje oczy” - 3:38
7. „Czerwone niebo” - 3:19
8. „Idealni” - 3:34
9. „Power of love” - 3:46
10. „Z serca” - 4:18
11. „Życie” - 3:27
12. „Doceń to co masz” - 3:23
13. „Młode wilki 3” - 3:29
14. „Zawsze, gdy” - 3:22
15. „Te chwile” - 3:20
16. „Chcę napisać list” - 3:40
17. „Wyjście” - 2:15